# Park Narodowy Gór Bukowych
Park Narodowy Gór Bukowych (węg. Bükki Nemzeti Park) – park narodowy w północno-wschodnich Węgrzech, w pobliżu Miszkolca. Został utworzony w 1976 roku na terenie Gór Bukowych. Obejmuje powierzchnię 41 835 ha, w tym ok. 5700 ha obszarów ochrony ścisłej.
W parku występują zróżnicowane zjawiska krasowe, liczne jaskinie oraz naturalne źródła. 
95% terenu parku porastają lasy bukowe (w wyższych partiach) oraz dąbrowy (w niższych partiach, zwykle z udziałem grabu). Od strony południowej w dąbrowach licznie występuje klon tatarski. Niewielkie powierzchnie zajmują sztucznie wprowadzone drzewostany iglaste. Najcenniejszymi fragmentami są stare, 160–180 letnie drzewostany bukowe na urwistych, stromych zboczach. Teren urozmaicają śródleśne polany i łąki, od wielu lat już jednak nieużytkowane gospodarczo.
Flora charakteryzuje się występowaniem wielu gatunków storczykowatych. W głębokich, chłodnych wąwozach występują rzadkie na Węgrzech gatunki roślin górskich, jak fiołek dwukwiatowy, lilia złotogłów, obuwik pospolity, powojnik alpejski czy tojad dzióbaty. Na wapiennych skałach rosną rozchodniki: biały i wielki, a także rojnik pospolity, tojad południowy i śledzionka skalna. Na suchych górskich łąkach spotkamy dziewięćsiła bezłodygowego o wielkich, białych kwiatach, który jest symbolem Parku. Najcenniejszymi gatunkami są rzadkie już tojady: mołdawski i mordownik.
Fauna parku należy do najbogatszych na Węgrzech. Z dużych ssaków występują tu jeleń, sarna, dzik, a na skalnych urwiskach introdukowane muflony. Z większych drapieżników spotkamy tu borsuki, lisy i bardzo rzadkie już rysie. Liczne jaskinie są miejscem występowania wielu gatunków nietoperzy. Żyje tu również wiele gatunków ptaków; z dużych drapieżników wymienić należy orła przedniego, orlika krzykliwego, jastrzębia gołębiarza, raroga, gadożera i puchacza. W nieczynnych kamieniołomach gnieździ się nagórnik. Wśród przedstawicieli herpetofauny należy wymienić gniewosza plamistego, salamandrę plamistą i traszkę górską.

## Ostoja ptaków
Od 2002 roku BirdLife International uznaje Park Narodowy Gór Bukowych za ostoję ptaków IBA. Na decyzji o uznaniu parku za ostoję zaważyło występowanie orlika krzykliwego (Clanga pomarina) i orła cesarskiego (Aquila heliaca).